# Okręg zachodniowielkopolski Kościoła Zielonoświątkowego w RP

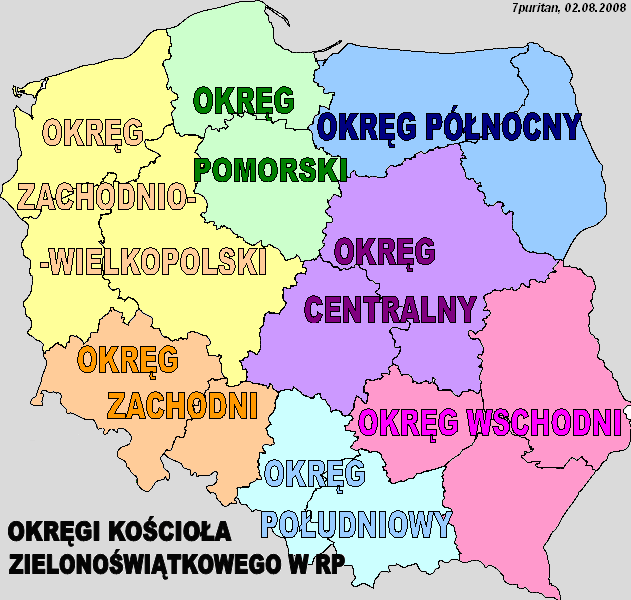
Okręgi Kościoła Zielonoświątkowego w RP

Okręg zachodniowielkopolski – jeden z siedmiu okręgów Kościoła Zielonoświątkowego w RP, obejmujący województwa: lubuskie, wielkopolskie i zachodniopomorskie. Okręg liczy 39 zborów. Prezbiterem okręgowym okręgu zachodniowielkopolskiego jest pastor Stanisław Cieślar.

## Zbory
Lista zborów okręgu zachodniowielkopolskiego (w nawiasie nazwa zboru):
- zbór w Białogardzie
- zbór w Bytomiu Odrzańskim (Świętego Ducha)
- zbór w Chodzieży
- zbór w Goleniowie
- zbór w Gorzowie Wielkopolskim („Hosanna”)
- zbór w Gryfinie
- zbór w Gubinie („Betlejem”)
- zbór w Kaliszu
- zbór w Kołobrzegu („Droga Życia”)[1]
- zbór w Koninie („Emmanuel”)[2]
- zbór w Kostrzynie nad Odrą
- zbór w Koszalinie („Betel”)
- zbór w Kożuchowie
- zbór w Krotoszynie („Charisma”)
- Zbór w Krzyżu Wielkopolskim[3]
- zbór w Lesznie[4]
- zbór w Łęknicy
- zbór w Nowej Soli (pierwszy zbór)[5]
- zbór w Nowej Soli („Nowe Życie”)
- zbór w Obornikach
- zbór w Ostrowie Wielkopolskim
- zbór w Pile („Betlejem”)[6]
- zbór w Policach[7]
- zbór w Poznaniu[8]
- zbór w Pyrzycach
- zbór w Słubicach („Betezda”)
- zbór w Stargardzie
- zbór w Sulechowie
- zbór w Swarzędzu („Jerusalem”)
- zbór w Szczecinie („Betania”)[9]
- zbór w Szczecinie („Betezda”)[10]
- zbór w Szczecinku („Betel”)[11]
- zbór w Szprotawie
- zbór w Świdwinie[12]
- zbór w Świebodzinie[13]
- zbór w Trzciance[14]
- zbór w Wałczu („Betlejem”)
- zbór w Wolsztynie („Dobra Nowina”)
- zbór w Zielonej Górze („Emaus”)[15]
- zbór w Żaganiu („Zwycięstwo Krzyża”)
- zbór w Żarach